# Gordon (Ohio)

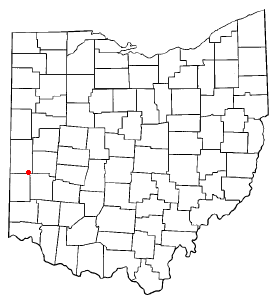
Gordon na planie stanu Ohio

Gordon – wieś w USA, w hrabstwie Darke, w stanie Ohio. Miejscowość Gordon została oznaczona na planach w roku 1849 i nazwana tak od jednego z pierwszych osadników.
W roku 2010, 25% mieszkańców było w wieku poniżej 18 lat, 9,9% było w wieku od 18 do 24 lat, 24% miało od 25 do 44 lat, 27,4% miał od 45 do 64 lat, 13,7% było w wieku 65 lat lub starszych. We wsi było 53,3% mężczyzn i 46,7% kobiet.
Liczba mieszkańców w 2010 roku wynosiła 212, a w roku 2012 wynosiła 211.